# Můj brácha má prima bráchu
Můj brácha má prima bráchu je československá filmová komedie z roku 1975 režiséra Stanislava Strnada.

## Příběh
Opravář televizorů Honza Pavelka se zamiluje do Zuzany. Prožívají spolu radostné a milostné chvíle. Zuzana se ale bojí posunout vztah dál, což Honzu naštve. Všechny jejich neshody se snaží napravovat Honzův mladší bratr Martin, přezdívaný Prcek. Zanedlouho odjíždí Honza na vojnu a Zuzana zjistí, že je těhotná. Je zoufalá a neví co dělat. Martin byl bratrem pověřen, aby ji mezitím se svojí kamarádkou Pavlínkou pohlídal. Následně se za Honzou dostane do kasáren, kde s ním vše probírá. Mezitím se vše dozví rodiče a hodlají uskutečnit svatbu. Nakonec dostane Honza povolení se na nějakou dobu z kasáren vzdálit a požádá Zuzanu o ruku sám. Celý příběh končí svatbou.

## Obsazení
| Libuše Šafránková | studentka Zuzana Vránová                           |
| Jan Hrušínský     | opravář televizorů Honza Pavelka                   |
| Roman Čada        | Martin, Honzův bratr zvaný Prcek                   |
| Ivana Maříková    | Pavlínka, Martinova kamarádka                      |
| Slávka Budínová   | prodavačka Pavelková, matka Honzy a Martina        |
| Josef Bláha       | řidič autobusu Josef Pavelka, otec Honzy a Martina |
| Blažena Holišová  | Vránová, Zuzanina matka                            |
| Vladimír Menšík   | ekonomický náměstek Vrána, Zuzanin otec            |
| Zdeněk Řehoř      | MUDr. Navrátil                                     |
| Otakar Brousek    | plukovník na posádkovém velitelství                |
| Bedřich Prokoš    | ředitel školy                                      |
| Ladislav Trojan   | učitel                                             |
| Václav Fišer      | ministr                                            |
| Jiří Lír          | ceremoniář na radnici                              |
| Miroslav Homola   | pořadatel na plese                                 |
| Lída Roubíková    | účetní v servisu Růžičková                         |
| Jana Švandová     | telefonistka v servisu                             |

## Ocenění
Film byl uveden na 9. mezinárodním filmovém festivalu v Moskvě, kde získal druhé místo.